# Ludovic Julien-Laferrière
Pour les articles homonymes, voir Julien-Laferrière.
Ludovic-Henri-Marie-Ixile Julien-Laferrière, né à Paris le 7 septembre 1838, où il est décédé le 12 août 1896, a été évêque de Constantine et Hippone de 1894 à 1896.

## Biographie
Ludovic Julien-Laferrière est le fils de Jean Théophile Julien-Laferrière, négociant à Paris et consul du Guatemala, et de Marguerite Aglaé Chevrolat, ainsi que le neveu de Firmin Laferrière.
Entre au Séminaire français de Rome en 1866, il est ordonné prêtre le 11 avril 1868. Il devient professeur de sciences au petit séminaire de Montlieu-la-Garde (Charente-Maritime) et chanoine titulaire de la cathédrale Saint-Louis de La Rochelle (1878). Archéologue, il est l'auteur, en collaboration avec Georges Musset, de l'Art en Saintonge.
En 1894, il est nommé évêque de Constantine et d'Hippone. Sacré le 15 juillet suivant dans la chapelle des Lazaristes à Paris, il prend possession de son siège le 8 septembre.

## Armes
D'azur à 3 croisettes fichées d'argent, au chef d'or chargé d'une couronne d'épines de sinople.